# Problème des contacts

Figure 1 : Une solution (en rose) au problème d'Apollonius. Les trois cercles donnés sont en noir.

Figure 2 : Quatre paires de solutions (rose, jaune, turquoise et gris) complémentaires au problème d'Apollonius apparaissent ; les cercles donnés sont en noir.

En mathématiques, et plus précisément en géométrie, le problème des contacts, appelé également problème d'Apollonius ou problème des trois cercles, est un des grands problèmes de l'Antiquité grecque. Il s'agit de trouver un cercle tangent à trois cercles donnés de rayons différents.
Ce problème a été présenté par Pappus comme étant le dixième et le plus difficile du Traité des contacts, un des ouvrages perdus d'Apollonius. En effet, il faudra attendre 1600 pour sa résolution par François Viète qui montrera qu'il admet au maximum huit solutions. Pour cela dans l'Apollonius Gallus, il va résoudre les dix problèmes présentés ci-dessous (sans traiter les cas particuliers).

## Description
Le Traité des contacts, ouvrage perdu d'Apollonius, se proposait  de  déterminer  des cercles astreints à trois conditions prises parmi celles qui consistent à passer par un point donné, ou à être tangent à une droite ou un cercle donné, ce qui correspond à  dix problèmes désignés par les symboles PPP, DDD, PPD, PPC... en représentant un point par P, une droite par D et un cercle par C.
- Cercle passant par trois points donnés (PPP): dans le cas où les trois points ne sont pas alignés, la solution est  le cercle circonscrit au triangle formé par les trois points. Son centre est le point d'intersection des médiatrices du triangle;
- Cercle tangent à trois droites données (DDD) : dans le cas où les droites forment un triangle, les solutions sont  les 4 cercles inscrit et exinscrits du triangle. Pour deux droites strictement parallèles et une sécante, le nombre de solutions se réduit à 2. Il est de 0 pour trois droites strictement parallèles;
- Cercle passant par deux points donnés et tangent à une droite donnée (PPD);
- Cercle passant par deux points donnés et tangent à un cercle donné (PPC);
- Cercle passant par un point donné et tangent à deux droites données (PDD);
- Cercle passant par un point donné et tangent à deux cercles donnés (PCC);
- Cercle passant par un point donné et tangent à une droite et un cercle donnés (PDC);
- Cercle tangent à deux droites et un cercle donnés (DDC);
- Cercle tangent à une droite et deux cercles donnés (DCC);
- Cercle tangent à trois cercles donnés (CCC): c'est souvent ce  dernier problème seul, le plus difficile, qui est appelé «problème d'Apollonius» ou «problème des trois cercles».

## Histoire
Ce traité est mentionné au IVe siècle par Pappus d'Alexandrie, dans le livre VII de sa Collection Mathématique qui n'en donne qu'une résolution partielle.
Le problème est étudié par les mathématiciens de l'islam médiéval, Ibn al-Haytham et Ibrahim ibn Sinan qui le traitent jusqu'au bout, sans toutefois faire une étude exhaustive de tous les cas (sur la taille des cercles ou leur alignement). Mais ces études ne sont pas connues en Europe au XVIe siècle.
Au XVIe siècle, les mathématiciens européens s'intéressent également à sa résolution sans pour autant parvenir à fournir une solution euclidienne (i.e. constructible à la règle et au compas). Pour Regiomontanus, par exemple, une solution au dernier problème (celui des 3 cercles) ne peut pas se faire sans utiliser des coniques.
Lors d'une querelle scientifique concernant l'existence ou non de mathématiciens français de qualité à la fin du XVIe siècle, François Viète prouve d'abord qu'il est capable de résoudre une équation complexe qu'Adrien Romain avait adressé à un ensemble de mathématiciens d'Europe. Puis, en guise de réciprocité, demande à Adrien Romain de lui donner une solution pour le  dernier problème d'Apollonius, tâche dont s'acquitte Adrien Romain par intersections d'hyperboles.
En effet, la condition pour que deux cercles de centres C et C1 et de centre r et r1 soient tangents est que CC1 = r + r1 ou |r – r1|. Pour que le cercle de centre C soit tangent à deux cercles, il faut deux égalités de ce genre. Par soustraction et élimination des cas ne donnant rien, la condition pour que le cercle de centre C soit tangent aux cercles de centres C1 et C2 s'écrit sous la forme |CC1 – CC2| = r2 + r1 ou |r2 – r1| qui fait référence à la définition bifocale d'une hyperbole.
François Viète, non satisfait de voir une solution non constructible à la règle et au compas, publie alors son Apollonius gallius (L'Apollonius français)  pour démontrer qu'un Français vaut autant qu'un Belge ou un Romain. Il y propose une résolution complète des 10 problèmes mais sans discussion d'existence ni analyse de toutes les configurations.
La résolution par Viète n'arrête pas les recherches. René Descartes en 1643, dans sa correspondance avec Élisabeth de Bohême propose une résolution algébrique, avant de donner son théorème de Descartes dans le cas où les trois cercles sont tangents. C'est aussi la voie algébrique et trigonométrique qu'emprunte Leonhard Euler dans son Solutio facilis problematis, quo quaeritur circulus, qui datostres circulos tangat de 1790

Couple de solutions (rn noir) du problème CCC, associé aux homothéties positives. La droite rouge porte les trois centres d'homothétie, les points rouges sont les pôles de cette droite par rapport aux 3 cercles. Le point vert est le centre radical des trois cercles. Les droites issues du centre radical et passant par les pôles rencontrent les cercles aux points de tangence des deux cercles-solutions

Le développement des outils géométriques avec la notion d'axe radical, de pôle et  polaire, d'inversion  et la définition explicite de la puissance d'un point par rapport à un cercle par Jakob Steiner conduit Gergonne, au début du XIXe siècle, à une résolution très concise: Il existe 6 centres d'homothéties transformant un des cercles en un autre, la résolution proposée par Gergonne consiste, à partir des 6 centres d'homothétie, de prendre leur polaire par rapport au deux cercles concernés, ce qui donne 12 polaires, ces 12 polaires dessinent des parallélogrammes dont on prend les diagonales. Les 12 diagonales obtenues portent tous les points de tangence des cercles-solutions au problème. On peut alléger la construction, comme le propose Hadamard dans ses leçons de géométrie, en remarquant que les 6 centres d'homothétie sont alignés trois par trois sur 4 droites. Pour chaque droite, on construit les 3 pôles de la droite par rapport aux 3 cercles. Par chaque pôle, on mène une droite passant par le centre radical des trois cercles, les points d'intersection (s'ils existent) de cette droite avec le cercle associé au pôle sont les points de tangence de la paire de cercles-solutions avec le cercle concerné.
L'objectif, à la fin du XIXe siècle, est de proposer des méthodes qui peuvent aussi intégrer les cas particuliers et de classifier les configurations selon leur nombre de solutions. Cet effort de classification se poursuit au cours des XXe et XXIe siècles.
Ce problème, qui semble désormais n'être étudié qu'à des fins pédagogiques, recèle parfois des développements surprenants comme le repérage des canons ennemis lors de la guerre de 14-18 et donne lieu a des prolongements comme le fractal  baderne d'Apollonius.

## Principes de construction en géométrie classique

### Outils
Cette section décrit les constructions classiques à la règle et au compas des points de contacts ou des centres cherchés, en utilisant des configurations faisant intervenir les propriétés du cercle, l'homothétie, et la puissance d'un point par rapport à un cercle. Elle commence par rappeler les constructions de tangentes (qu'on peut voir comme des cas particuliers des problèmes de contacts, en considérant les droites comme des cercles de rayon infini).

#### Tangentes à un cercle
Tangente en un point du cercle
D'un point A situé sur un cercle de centre O on peut mener une tangente à ce cercle en traçant la perpendiculaire en A au rayon [OA].
Le schéma montre une méthode : à partir du point B symétrique de O par rapport à A, on construit la médiatrice de [BO], qui est bien tangente au cercle.
Tangentes à un cercle passant par un point donné
D'un point M extérieur à un cercle, on peut mener deux tangentes à ce cercle ; elles touchent le cercle en A et B et on a MA = MB.
La droite (OM) est un axe de symétrie de la figure, c'est la bissectrice de l'angle AMB.

Étant donné un cercle (c) de centre O et un point M à l'extérieur du cercle, les points de contact A et B des tangentes issues de M sont les points d'intersection du cercle (c) et du cercle de diamètre [MO]
.

#### Puissance d'un point par rapport à un cercle
Le principe sous-jacent consiste à observer que si M est un point d'une tangente en un point T à un cercle, alors pour toute sécante au cercle en A et B passant par M, on a MA⋅MB = MT2

##### Cercle passant par deux points donnés et tangent à une droite donnée
Soient M1 et M2 deux points donnés et (d) la droite, il s'agit de trouver le point de tangence T du cercle à trouver avec la droite (d). Dans cet exemple, on choisit M1 et M2 dans le même demi-plan et avec (M1 M2) coupant (d) en I.

Construction du point de contact d'un cercle tangent à (d) et passant par M1 et M2 (un autre point de contact, pour un autre cercle-solution, existe symétrique de T par rapport à I)

On sait que IT2 doit valoir IM1⋅IM2. La longueur IT, se calcule alors à l'aide d'un triangle IM1H rectangle H dont M2 est le pied de la hauteur issue de H. On sait, en effet, par la propriété du triangle rectangle, que IH2=IM1⋅IM2. Il suffit de reporter cette distance IH sur la droite (d) pour trouver un point T solution. On remarque qu'il existe en réalité un autre point T' à la bonne distance de I symétrique du point T par rapport à I qui fournit la seconde solution au problème.
Il existe d'autres constructions possibles comme de travailler sur des propriétés de l'angle inscrit ou bien en travaillant par ajustement : en supposant que la médiatrice de [M1 M2] rencontre la droite en J, on construit un cercle dont le centre est sur la médiatrice et qui est tangent à (d), une homothétie de centre J va permettre d'agrandir ou réduire le cercle pour qu'il passe par M1 et M2 (2 solutions en général).

##### Cercle passant par deux points donnés et tangent à un cercle donné

Construction d'un cercle tangent à (c) et passant par M1 et M2 à l'aide d'un cercle auxiliaire (en rouge)

Soient M1 et M2 deux points donnés et (c) le cercle, il s'agit de trouver le point de tangence T du cercle-solution avec le cercle . Dans cet exemple, on choisit des points extérieurs au cercle et non symétriques par rapport à un rayon du cercle (c).
Le but consiste à chercher d'abord un point I qui ait même puissance par rapport aux deux cercles. On construit un cercle auxiliaire passant par  M1 et M2 et rencontrant le cercle (c) en P et P'. Les droites (PP') et (M1 M2) se rencontrent en I. Les tangentes issues de I fournissent les points-solutions T. En effet:
{\displaystyle \mathrm {IT} ^{2}=\mathrm {IP} \cdot \mathrm {IP} '=\mathrm {IM} _{1}\cdot \mathrm {IM} _{2}}.

##### Cercle tangent à deux cercles donnés passant par un point donné
L'idée est de remplacer la contrainte sur un cercle par une contrainte sur un point. Pour cela on étudie les propriétés d'un cercle tangent à deux cercles.
On donne deux cercles (c1), (c2) de centres O1, O2, de rayons différents r1 et r2 et un cercle (c) tangent à ces deux cercles.

Propriétés des cercles (c) tangents aux cercles (c1) et (c2) - cas des cercles tangents extérieurement.

Il existe deux homothéties H(S, r2/r1) et H(S', -r2/r1) transformant (c1) en (c2).
Les points S et S' centres d'homothéties des cercles sont les points qui partagent le segment [O1O2] dans les rapports ± r1/r2.
Si un cercle (c) est tangent aux cercles (c1) et (c2) en T et T', la droite (TT') qui joint les points de contact passe par un centre d'homothétie. En effet, il existe une homothétie de centre T transformant (c1) en (c) et une homothétie de centre T' transformant (c) en (c2), qui, composées, donne une des homothéties précédentes. Les centres de ces trois homothéties sont donc alignés. La puissance p du centre d'homothétie par rapport au cercle (c) variable est constante.
{\displaystyle p=\mathrm {ST} \times \mathrm {ST} '=\mathrm {ST} \times \mathrm {ST} _{1}\times \mathrm {ST} '/\mathrm {ST} _{1}=\mathrm {ST} \times \mathrm {ST} _{1}\times r_{2}/r_{1}.}
On obtient la puissance du point S par rapport au cercle (c1) multiplié par le rapport des rayons.
Si U et U' sont les points d'intersection de (c1) et (c2) avec la ligne des centres, la puissance du point S par rapport au cercle de diamètre [UU'] est p = SU × SU'.
Si maintenant on cherche un cercle passant par un point M1 et tangent aux deux cercles, on va construire un point M2 que l'on saura appartenir au bon cercle. On le cherche comme le point d'intersection du cercle cherché avec la droite (SM1). On sait que ce point doit vérifier p = SM1⋅SM2=SU⋅SU'. Ce point est donc l'intersection du cercle UU'M1 avec (SM1).
Il ne reste plus qu'à trouver le cercle tangent à (c1) et passant par  M1et M2. L'autre centre d'homothétie conduira à la construction d'un autre point.

##### Cercle passant par un point donné et tangent à une droite et un cercle donnés
Comme précédemment, l'idée est de remplacer le cercle par un point en étudiant les propriétés d'un cercle (c) tangent à un cercle et à une droite.

Propriété des cercles tangent extérieurement à (c) et (d) : ST⋅ST'=SS'⋅SH

Dans l'exemple ci-contre, où (c) et (c1) sont tangents extérieurement, les point S et S' sont les extrémités du diamètre de (c1) perpendiculaire à (d). Le but est de démontrer que la puissance p de S  par rapport au cercle (c) est indépendant de (c). On note H  le projeté orthogonal de S sur (d), T le point de tangence des deux cercles et T' celui de la droite et du cercle (c). Les points S, T et T' sont alignés car les cercles sont homothétiques de centre T.
La puissance de S par rapport à (c) est p= ST⋅ST'.
Les triangles STS' et SHT' sont semblables car rectangles partageant un même angle donc ST/SH = SS'/ST'. Par produit en croix  p = ST⋅ST' = SH⋅SS'.
Si, maintenant, on cherche un cercle passant par un point M1 et tangent au cercle et à la droite, on va d'abord construire un point M2 que l'on saura appartenir au bon cercle. On le cherche comme le point d'intersection du cercle cherché avec la droite (SM1). On sait que ce point doit vérifier p = SM1⋅SM2 donc  SM1⋅SM2 = SH⋅SS'. Ce point est donc l'intersection du cercle HS'M1 avec (SM1). Un raisonnement analogue, peut se faire avec des cercles tangents intérieurement à l'aide de S'.
On se ramène ainsi au problème de trouver un cercle passant par deux points et tangent à une droite donnée.

#### La «translation parallèle» de Viète
L'idée de Viète est de remarquer que, si on sait tracer un cercle passant par un point, et tangent à deux objets (droite ou cercle), en augmentant ou diminuant le rayon du cercle-solution d'une valeur r, on peut trouver un cercle tangent à un cercle de rayon r et tangents à deux autres objets cercles ou droites qui ont éloigné ou rapproché leur point de tangence.
Ainsi pour tracer un cercle tangent extérieurement à deux cercles et à une droite, on considère le plus petit cercle, on réduit sa taille à zéro tout en en diminuant le rayon de l'autre cercle de r et en éloignant la droite d'autant, on cherche le cercle-solution de la nouvelle configuration. Il suffira de diminuer le rayon du cercle-solution de r pour trouver le cercle-solution du problème initial. Si on veut que le cercle-solution et le petit cercle se touchent intérieurement, il faut au contraire rapprocher la droite et augmenter le rayon du grand cercle, trouver la solution du nouveau problème puis augmenter son rayon.

### Organigramme de résolution de Viète
|         |         |         |         |         |         | PPP (1) | PPP (1) | PPP (1) | PPP (1) | PPP (1) | PPP (1) |         |         |         |         | DDD (4) | DDD (4) | DDD (4) | DDD (4) | DDD (4) | DDD (4) |  |  |  |  |  |  |  |  |  |  |  |  |  |  |  |  |
|         |         |         |         |         |         | PPP (1) | PPP (1) | PPP (1) | PPP (1) | PPP (1) | PPP (1) |         |         |         |         | DDD (4) | DDD (4) | DDD (4) | DDD (4) | DDD (4) | DDD (4) |  |  |  |  |  |  |  |  |  |  |  |  |  |  |  |  |
|         |         |         |         |         |         |         |         |         |         |         |         |         |         |         |         |         |         |         |         |         |         |  |  |  |  |  |  |  |  |  |  |  |  |  |  |  |  |
| PPC (2) | PPC (2) | PPC (2) | PPC (2) | PPC (2) | PPC (2) |         |         |         |         |         |         | PPD (2) | PPD (2) | PPD (2) | PPD (2) | PPD (2) | PPD (2) |         |         |         |         |  |  |  |  |  |  |  |  |  |  |  |  |  |  |  |  |
| PPC (2) | PPC (2) | PPC (2) | PPC (2) | PPC (2) | PPC (2) |         |         |         |         |         |         | PPD (2) | PPD (2) | PPD (2) | PPD (2) | PPD (2) | PPD (2) |         |         |         |         |  |  |  |  |  |  |  |  |  |  |  |  |  |  |  |  |
|         |         |         |         |         |         |         |         |         |         |         |         |         |         |         |         |         |         |         |         |         |         |  |  |  |  |  |  |  |  |  |  |  |  |  |  |  |  |
| PCC (4) | PCC (4) | PCC (4) | PCC (4) | PCC (4) | PCC (4) |         |         | PCD (4) | PCD (4) | PCD (4) | PCD (4) | PCD (4) | PCD (4) |         |         | PDD (2) | PDD (2) | PDD (2) | PDD (2) | PDD (2) | PDD (2) |  |  |  |  |  |  |  |  |  |  |  |  |  |  |  |  |
| PCC (4) | PCC (4) | PCC (4) | PCC (4) | PCC (4) | PCC (4) |         |         | PCD (4) | PCD (4) | PCD (4) | PCD (4) | PCD (4) | PCD (4) |         |         | PDD (2) | PDD (2) | PDD (2) | PDD (2) | PDD (2) | PDD (2) |  |  |  |  |  |  |  |  |  |  |  |  |  |  |  |  |
| CCC (8) | CCC (8) | CCC (8) | CCC (8) | CCC (8) | CCC (8) |         |         | CCD (8) | CCD (8) | CCD (8) | CCD (8) | CCD (8) | CCD (8) |         |         | CDD (4) | CDD (4) | CDD (4) | CDD (4) | CDD (4) | CDD (4) |  |  |  |  |  |  |  |  |  |  |  |  |  |  |  |  |

Dans la suite les problèmes seront identifiés par leur abréviation.
À l'aide des lemmes qu'il met en place (translation parallèle - remplacement d'un problème PCX en un problème PPX), Viète propose des algorithmes de simplifications des problèmes permettant d'arriver au problème PPP (cercle circonscrit à trois points) donnant l'arborescence suivante:
- Les constructions de base CCC et DDD (isolé)
- pour CCC
  - CCC se ramène à PCC grâce à l'outil des translations
  - PCC se ramène à PPC avec l'outil des centres d'homothéties
  - PPC se ramène à PPP à l'aide du cercle auxiliaire
- Pour CCD
  - CCD se ramène à  PCD par l'outil de translation
  - PCD se ramène à  PPD par les points du diamètre orthogonal
  - PPD se ramène à PPP (voir plus haut)
- pour CDD 
  - CDD se ramène à PDD par l'outil de translation : en fait on peut dénombrer 8 solutions lorsque le cercle comprend l'intersection des deux droites.
  - PDD se ramène à PPD en remplaçant une des droites par le symétrique du point par rapport à la bissectrice intérieure des droites[note 3].
  - PPD se ramène à PPP (voir plus haut)

Le nombre maximal de solutions se calcule en observant que le cercle-solution peut-être tangent intérieurement ou extérieurement aux autres cercles et que le nombre maximal de solution de la configuration PPD est de deux.

## Discussions sur le nombre de solutions
Au XIXe siècle la discussion porte sur le nombre de solutions, Hadamard, vers 1898, propose 11 configurations  pour le problème des trois cercles en excluant les cas tangents :
- trois d'entre elles donnent 8 solutions (3 cercles extérieurs sans intersection — 2 cercles à l'intérieur d'un grand, sans intersection — cercles avec 6 intersections)
- six configurations conduisent à 4 solutions (quatre configurations avec deux cercles sécants et un troisième cercle n'ayant pas d'intersection avec les deux premiers - deux configurations avec deux cercles sécants et un troisième ne rencontrant qu'un seul des deux cercles)
- deux configurations rendent le problème impossible car un des cercles sépare les deux autres.

En 2013, Roger Tchangang-Tambekou propose une classification tenant compte de l'existence ou non d'un cercle séparant et en fonction du nombre total de points d'intersection entre les cercles. Il parle de point d'intersection double pour un point commun aux trois cercles. Il propose alors 17 configurations pouvant conduire à un nombre de solutions égal à 0, 2, 3, 4, 5, 6, 8 ou une infinité de solutions.
| Nombre d'intersections ▶ ▼ La configuration contient:       | 0      | 1      | 2      | 3      | 4      | 5      | 6      |
| un cercle strictement séparant                              | 0 sol. |        |        |        |        |        |        |
| pas de cercle séparant ni cercle tangent ni point double    | 8 sol. |        | 4 sol. |        | 4 sol. |        | 8 sol. |
| ni cercle séparant ni point double 1 ou 2 cercles tangents  |        | 6 sol. | 5 sol. | 4 sol. | 5 sol. | 6 sol. |        |
| trois points de tangence                                    |        |        |        | 5 sol. |        |        |        |
| un cercle séparant, des cercles tangents sans points double |        | 2 sol. | 3 sol. |        |        |        |        |
| des points doubles                                          |        | ∞      | 2 sol. | 3 sol. | 5 sol. |        |        |

et présente l'inventaire pour les cas PCC et PPC
| Nombre d'intersections ▶ ▼ La configuration contient     | 0      | 1      | 2      | 3      |
| un cercle strictement séparant                           | 0 sol. |        |        |        |
| pas de cercle séparant ni cercle tangent ni point double | 4 sol. | 2 sol. | 2 sol. | 2 sol. |
| ni cercle séparant ni point double cercles tangents      |        | 3 sol. | 2 sol. |        |
| cercle séparant tangent                                  |        | 1 sol. |        |        |
| un point double                                          |        | ∞      | 1 sol. |        |

Le cas PPC ne présente que trois configurations : si le cercle est séparant, il n'y a pas de solution, si un point est sur le cercle, il n'y a qu'une solution, sinon il y en a 2.